# Thistedgrenen
Thistedgrenen er en afgrening fra motorvej E39 og E45 umiddelbart nord for Nørresundby. Den er også den østligste del af primærrute 11.
Thistedgrenen fungerer som en motorvejsfrakørsel for den nordgående trafik på Hirtshalsmotorvejen (E39), straks efter at denne er udflettet fra Nordjyske Motorvej (E45), til primærrute 11 (Høvejen), som fortsætter nord om Nørresundby mod Åbybro og Thisted.
Thistedgrenen blev opgraderet til motorvej i forbindelse med åbningen af Hirtshalsmotorvejens etape mellem Nørresundby og Brønderslev d. 6. oktober 2001, men er kun motorvej (med én vognbane pr. retning) over få hundrede meter nærmest den egentlige motorvej.
57°5′5″N 9°58′0″Ø / 57.08472°N 9.96667°Ø